# Asis Surakmatow

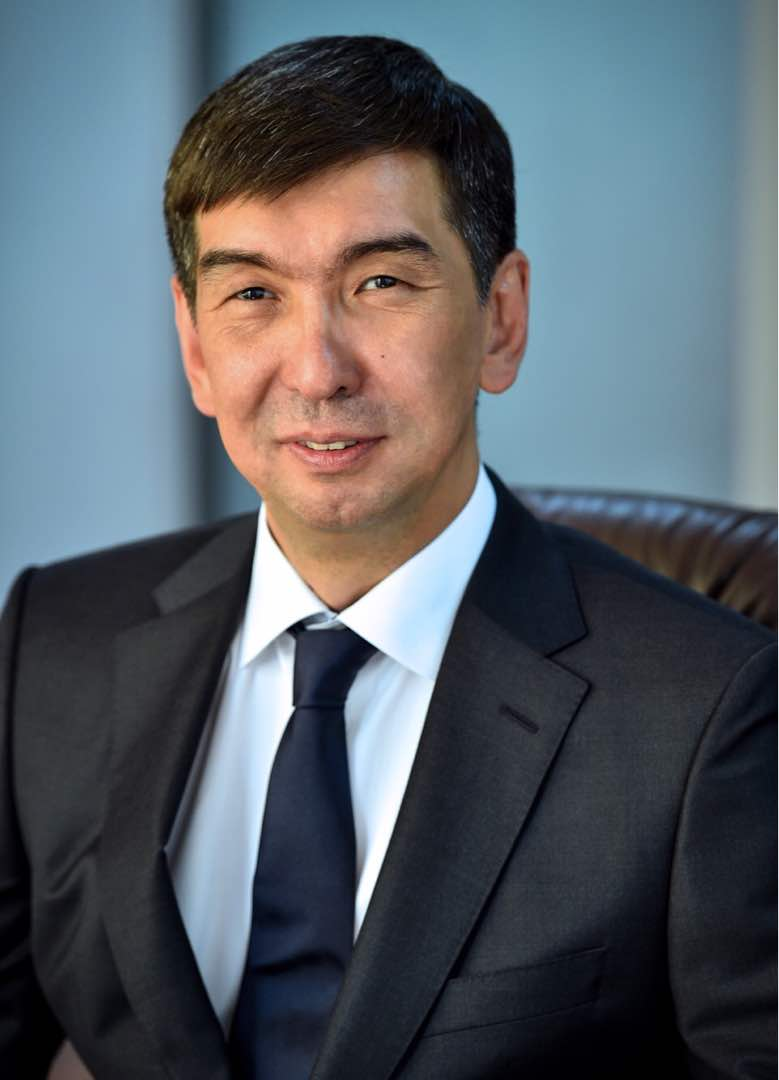
Asis Surakmatow (2018)

Asis Emilbekowitsch Surakmatow (kirgisisch und russisch Азиз Эмильбекович Суракматов, * 22. November 1971 in Frunse, Kirgisische SSR, heute Bischkek) ist ein kirgisischer Politiker und ehemaliger Bürgermeister von Bischkek, der Hauptstadt Kirgisistans.

## Karriere
Surakmatow wurde 1971 in Frunse, der damaligen Hauptstadt der Kirgisischen Sozialistischen Sowjetrepublik und heutigem Bischkek, geboren. Von 1989 bis 1994 studierte er am Kirgisischen Architektur- und Bauinstitut, nach der Unabhängigkeit Kirgisistans 1991 zudem an der Kirgisischen Nationaluniversität. Von 1994 bis 2000 war Surakmatow als Architekt und Ingenieur in der Privatwirtschaft tätig, ehe er im Jahr 2000 als Abteilungsleiter in die Stadtverwaltung von Bischkek wechselte. Von 2002 bis 2008 arbeitete er als stellvertretender Chefarchitekt in Bischkek. Im Jahr 2008 kandidierte Asis Surakmatow erstmals für den Stadtrat von Bischkek und zog daraufhin in diesen ein.
Bei der Parlamentswahl in Kirgisistan 2010 kandidierte Surakmatow für die Partei Ata-Schurt erfolgreich für einen Sitz im Dschogorku Kengesch, dem kirgisischen Parlament, und legte daraufhin sein Amt im Stadtrat von Bischkek nieder. Von 2012 bis 2015 war Surakmatow Mitglied im Ausschuss für Recht, Ordnung und Verbrechensbekämpfung des kirgisischen Parlaments. Nach dem Ende der Legislaturperiode im Jahr 2015 und der Neuwahl des Parlaments durch die Parlamentswahl in Kirgisistan 2015 schied Surakmatow aus dem Dschogorku Kengesch aus. Er wurde daraufhin als Geschäftsführer der Baufirma Elizabeta in Bischkek tätig.
Nach der Absetzung des ehemaligen Bürgermeisters von Bischkek, Albek Ibraimow, der am 13. Juli 2018 durch ein Misstrauensvotum im Stadtrat gestürzt und anschließend wegen Korruptionsvorwürfen zu 15 Jahren Haft verurteilt worden war, begann die Suche nach einem Nachfolger für Ibraimow. Eine Mehrheitskoalition unter Führung der Sozialdemokratischen Partei Kirgisistans einigte sich auf die Nominierung von Surakmatow, der am 8. August 2018 bei einer außerordentlichen Sitzung des Stadtrats mit 43 von 44 Stimmen zum neuen Bürgermeister von Bischkek gewählt wurde. Im Vorfeld der Wahl war es zu Protesten gegen die Wahl Surakmatows gekommen, der auf Vorschlag der Sozialdemokraten hin und ohne Gegenkandidaten im Stadtrat gewählt werden konnte. Bürgerrechtsaktivisten forderten die Auflösung des Stadtrats und eine Direktwahl des Bürgermeisters. Am 7. August, einen Tag vor der Abstimmung im Stadtrat, gab die zuständige Wahlkommission bekannt, dass die Forderungen der Demonstranten nach einer Direktwahl abgelehnt worden seien und die Wahl des Bürgermeisters durch den Stadtrat durchgeführt werden könne. Durch die Wahl im August 2018 ist Surakmatow für eine vierjährige Amtszeit im Amt des Bürgermeisters von Bischkek legitimiert.
Nachdem bereits zahlreiche Vorgänger Surakmatows wegen Korruptions- oder Bestechungsvorwürfen frühzeitig vom Amt des Bürgermeisters zurücktreten mussten, wurden Anfang 2020 auch Vorwürfe gegen Surakmatow laut. Dieser hatte Großaufträge im Rahmen der Neugestaltung des Stadtzentrums von Bischkek an das Bauunternehmen Elizabeta vergeben, dessen Leitung er bis 2018 selbst innehatte und das danach weiterhin von der Familie Surakmatow kontrolliert wurde. Kritiker sprachen im Zusammenhang mit der Auftragsvergabe von einem Interessenkonflikt und machten auf weitere Unregelmäßigkeiten bei den Bautätigkeiten in der Hauptstadt aufmerksam. Neben Surakmatow wurden mehrere Mitglieder des Stadtrats beschuldigt, im Rahmen des Bauprojekts in Korruption, Bestechung und Interessenkonflikte verwickelt gewesen zu sein. Trotz dieser Vorwürfe konnte Surakmatow vorerst im Amt bleiben.
Im Zuge der Proteste in Kirgisistan 2020 trat Surakmatow im Oktober 2020 als Bürgermeister zurück.